# 73 Pułk Czołgów

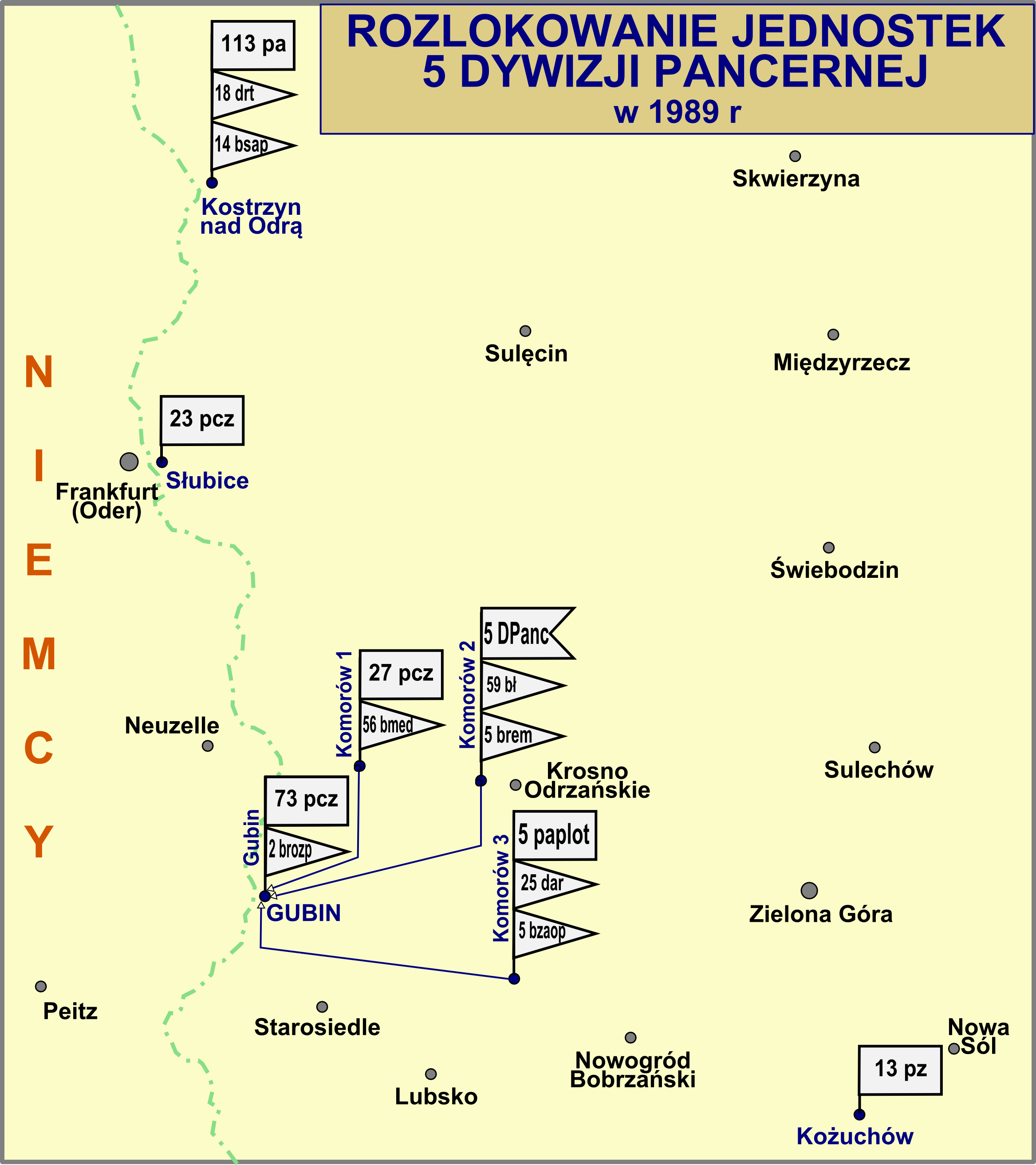
Rozlokowanie 5 DPanc w 1989

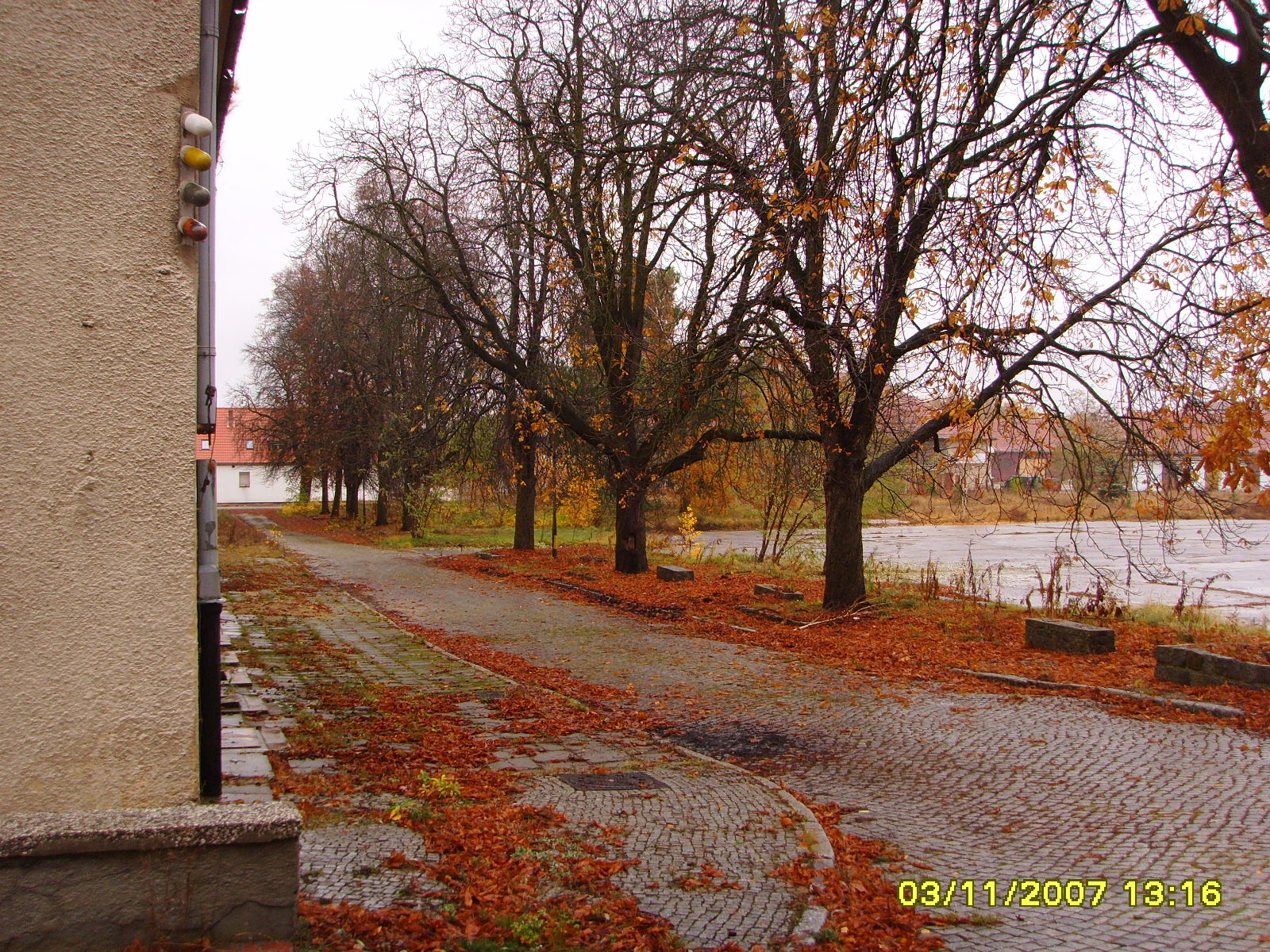
"Smutne koszary" koszary 10 lat po rozwiązaniu jednostek

73 pułk czołgów - oddział wojsk pancernych ludowego Wojska Polskiego.
Pułk wchodził w skład 5 Saskiej Dywizji Pancernej. Stacjonował w garnizonie Gubin, w koszarach „przy stacji”.

## Formowanie
Sformowany jako 73 pułk zmechanizowany 19 Dywizji Zmechanizowanej. Po jej przeformowaniu wszedł w skład 5 Saskiej Dywizji Pancernej.
Stacjonował pierwotnie w koszarach "w Komorowie". Po rozwiązaniu 72 pułku zmechanizowanego zajął jego miejsce w koszarach "przy stacji".
W 1963 roku przeformowany na 73 pułk czołgów. Przykładowy nr czołgu: 1450.

## Żołnierze pułku
Dowódcy pułku
- płk Stanisław Sobolewski
- ppłk Knop
- ppłk Wincenty Michalski
- mjr dypl. Andrzej Muth
- mjr dypl. Andrzej Lelewski

## Struktura organizacyjna
Dowództwo
- sztab

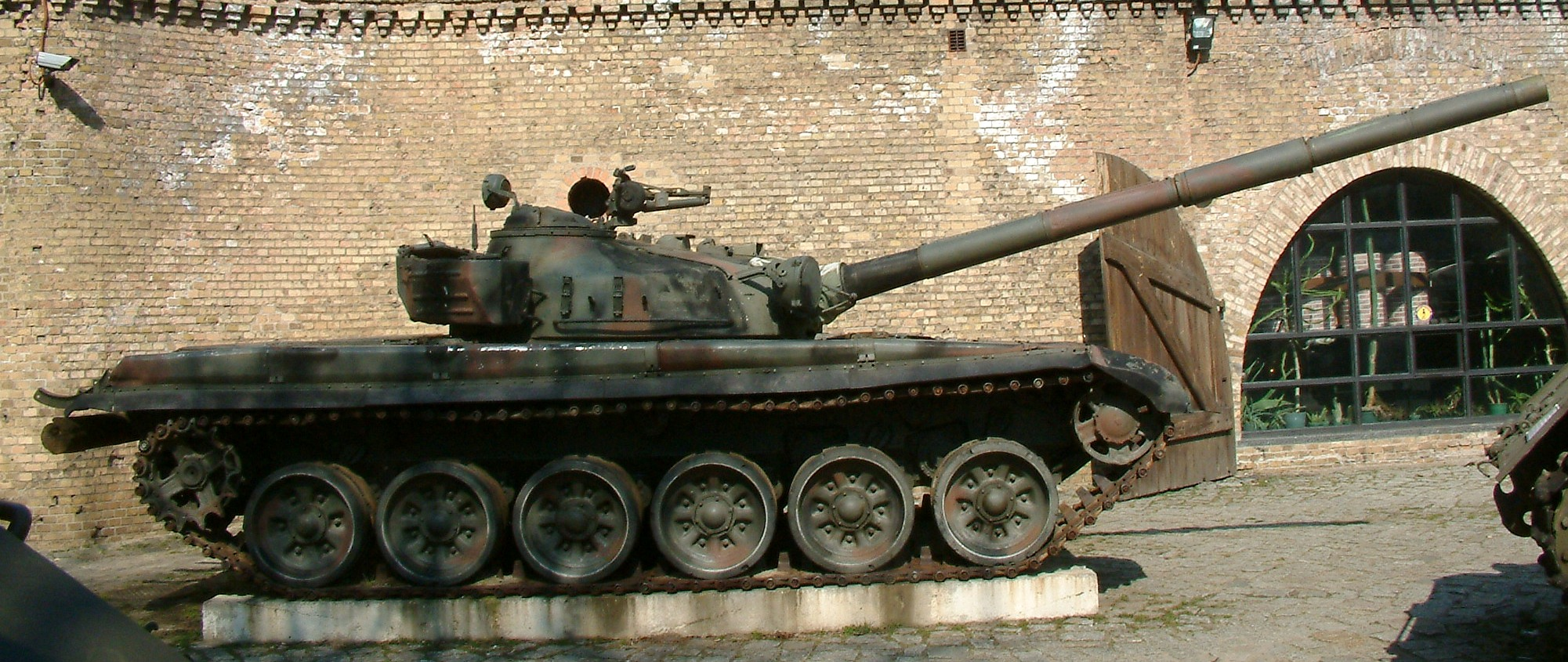
T 72- ten typ czołgu był na wyposażeniu pułku po 1985

- 5 kompanii czołgów - 16 T 55[d]
- kompania piechoty zmotoryzowanej (10 SKOT 2AP)

W połowie lat 80. XX w. przeformowany na strukturę batalionową
- 3x batalion czołgów po 30 czołgów T -72
- kompania zmechanizowana - 10 BWP
- bateria plot - 4 ZSU-23-4
- kompania rozpoznawcza - 7 BRDM-2
- kompania saperów - 4 BLG, BRDM-2, 5 SKOT
- kompania łączności
- kompania medyczna
- kompania remontowa
- kompania zaopatrzenia
- pluton ochrony i regulacji ruchu
- pluton chemiczny

## Przeformowanie
27 sierpnia 1989 pułk otrzymał nazwę i przyjął tradycje Pułku Ułanów Karpackich. Jednocześnie przeformował się na pułk zmechanizowany (zunifikowany). Rozwiązany razem z dywizją w 1998 roku.
73 pułk zmechanizowany → 73 pułk czołgów → 73 pułk zmechanizowany Ułanów Karpackich

## Galeria

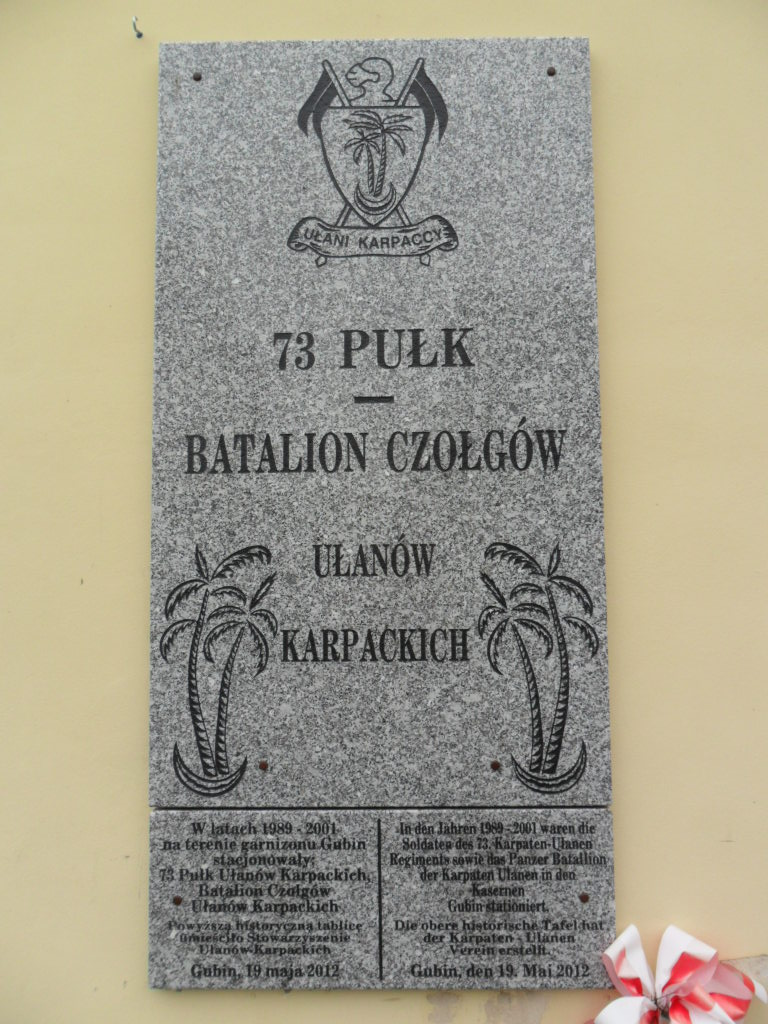
Tablica pamiątkowa, która znajduje się na ścianie ratusza
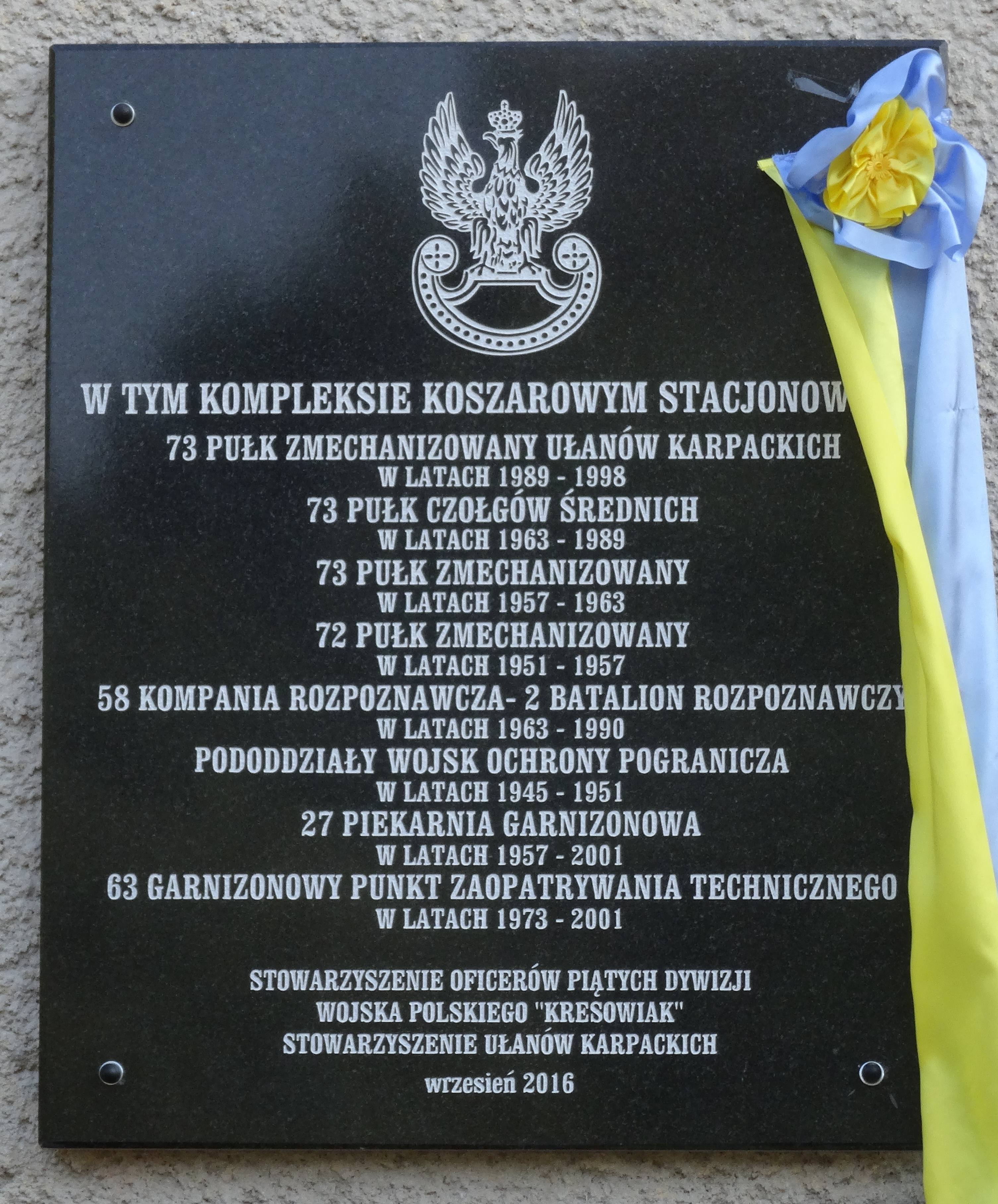
Tablica upamiętniająca stacjonowanie pułku w koszarach „pod stacją”